# گیل (یکا)

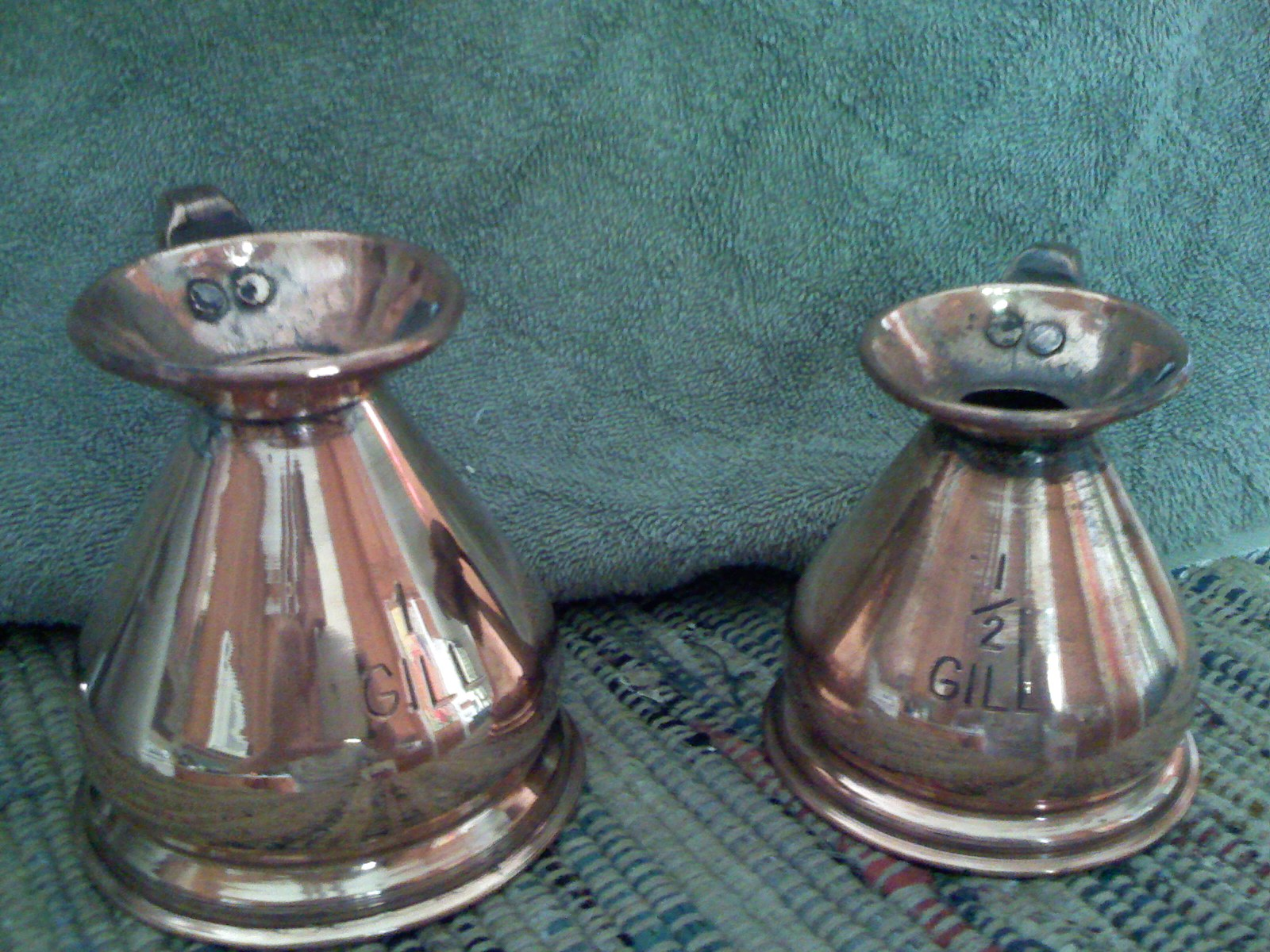
کوزه اندازه‌گیری واحد گیل

گیل (به انگلیسی: The gill) یکی از یکاهای اندازه‌گیری حجم و برابر با نیم کوارت است.

## تبدیل
گیل امپراتوری
| ۱ گیل امپریال | ≡ 5 imperial fluid ounces |
|               | ≡ ۱۴۲٫۰۶۵۳۱۲۵ لیتر[۲]     |
|               | ≈ ۱۴۲ ml                  |
|               | ≈ ۱٫۲ US gills            |
گیل در ایالات متحده آمریکا
| ۱ گیل آمریکایی | ≡ ۴ US fl oz          |
|                | ≡ ۱⁄۳۲ گالون آمریکایی |
|                | ≡ ۱⁄۴ پینت آمریکایی   |
|                | ≡ ۱⁄۲ فنجان آمریکایی  |
|                | ≡ 8 tablespoons       |
|                | ≡ 24 teaspoons        |
|                | ≡ 32 US fluid drams   |
|                | ≡ ۷۷⁄۳۲ in3           |
|                | ≡ ۱۱۸٫۲۹۴۱۱۸۲۵ ml[۳]  |
|                | ≈ ۱۱۸ ml              |
|                | ≈ ۵⁄۶ گیل امپرییال    |